# Flughafen Lampedusa

i7
i11
i13
Der Flughafen Lampedusa (italienisch Aeroporto di Lampedusa; IATA-Code: LMP, ICAO-Code: LICD) ist ein italienischer Verkehrsflughafen auf der zwischen Sizilien und Nordafrika gelegenen  Mittelmeerinsel Lampedusa. Er befindet sich im Südosten der Insel und grenzt unmittelbar an den Hauptort Lampedusa und dessen Hafen.

## Infrastruktur und Nutzung
Der Flughafen hat eine 1.800 Meter lange Start- und Landebahn, die in Ost-West-Richtung (08/26) verläuft. Es gibt keine parallel zur Piste verlaufende Rollbahn. Am nördlich der Bahn gelegenen Vorfeld befindet sich im Westen das alte, östlich das neue Passagierterminal, an dem etwa 200.000 Passagiere jährlich abgefertigt werden. Es bestehen Linienverbindungen nach Sizilien sowie nach Rom und Mailand. In den Sommermonaten gibt es verstärkt Charterverkehr aus Norditalien. Daneben wird die Allgemeine Luftfahrt abgefertigt.
Die italienische Luftwaffe betreibt auf der Insel seit 1958 eine Wetterstation, Telekommunikationsanlagen und seit 1983 eine Radarstation. Daher befindet sich nordöstlich des Flughafengeländes ein kleiner militärischer Bereich.

## Geschichte
Die schlechte Verkehrsanbindung Lampedusas führte in den 1950er und 1960er Jahren zu Beschwerden und Protesten. Die Einwohner der Insel erzwangen schließlich den Bau des kleinen Flughafens, indem sie Wahlen boykottierten. Der Flughafen wurde im Jahr 1968 eröffnet und bis 2015 von der Zivilluftfahrtbehörde ENAC direkt betrieben, seither von der Betriebsgesellschaft AST Aeroservizi. 2012 wurde östlich des ursprünglichen Abfertigungsbereichs das neue Terminal und das erweiterte Vorfeld in Betrieb genommen.